# Adolf Vinnen (Schiff, 1892)
Die Adolf Vinnen war eine stählerne Viermastbark, die von 1892 bis 1929 für verschiedene Reeder und unter wechselnden Namen fuhr, dann zu einem Schleppkahn abgetakelt und schließlich 1971 verschrottet wurde.

## Bau und technische Daten
Der Frachtsegler lief am 25. Juli 1892 mit der Baunummer 299 auf der Werft von Russell and Company in Port Glasgow (Schottland) mit dem Namen Somali für die Reederei Hillsboro Ship Company Ltd. aus Liverpool vom Stapel. Das Schiff war 100,55 m lang und 14,32 m breit, hatte 8,23 m Tiefgang und war mit 3.537 BRT und 3.336 NRT vermessen.

## Geschichte
Die Hillsboro Ship Co. ging am 21. Mai 1900 in Liquidation, und der Liquidator G. M. Steeves verkaufte die Somali an die 1898 gegründete Hamburger Reederei Aktiengesellschaft „Alster“, die das Schiff in Alsterdamm umbenannte. 1910 kaufte der Bremer Reeder Adolf Vinnen die aufgrund der weltweiten Segelschifffahrtskrise von 1909/1910 stark angeschlagene Aktiengesellschaft „Alster“ mit ihrer gesamten Flotte von Frachtseglern. Er benannte die Reederei in „Bremer Stahlhof AG“ um und setzte ihre Flotte wieder in Fahrt. 1912 überführte er die Schiffe der „Bremer Stahlhof AG“ in seine F. A. Vinnen & Co., und die Alsterdamm wurde in Adolf Vinnen umbenannt.
Der Ausbruch des Ersten Weltkriegs im August 1914 überraschte die Adolf Vinnen in Mexiko, und sie wurde, zusammen mit elf weiteren deutschen Segelschiffen, in Santa Rosalía im Golf von Kalifornien interniert. Die Schiffe hatten Koks für die dortige Kupferhütte der französischen Compagnie du Boléo angeliefert oder sollten Kupfererz laden. Dort blieb sie mit den anderen Schiffen bis 1921 aufgelegt.
Bei Kriegsende waren die Schiffe aufgrund jahrelang vernachlässigter Wartung in sehr schlechtem Zustand. Da das Deutsche Reich nach dem Versailler Vertrag den größten Teil seiner Handelsflotte abgeben musste, wurden sie schließlich, als Kriegsbeute konfisziert, im Jahre 1921 für insgesamt lediglich 350.000 US-Dollar an die US-amerikanische Holz- und Papierfirma Robert Dollar & Co. aus San Francisco verkauft. Die Adolf Vinnen erhielt 1922 den Namen Mae Dollar, und wurde wieder in Dienst gestellt.
Die Zeit der Großsegler war jedoch bald abgelaufen, und es wurde auch zu schwierig, erfahrene Offiziere und Besatzungen für sie zu finden. Die Mae Dollar (und zwei weitere ehemals deutsche Schiffe) wurde daher im November 1929 an die Pacific Coyle Navigation Co., eine große Schlepper- und Leichter-Reederei in Vancouver, Kanada, verkauft, die die Takelung entfernte und den Schiffsrumpf, nun mit dem Namen Pacific Carrier, ab 1930 als Schleppkahn zum Transport von Baumstämmen einsetzte. Das gleiche Schicksal hatten die beiden anderen einst in Santa Rosalia internierten und von Robert Dollar gekauften deutschen Schiffe, die von der Pacific Coyle unter den Namen Pacific Forester und Pacific Gatherer eingesetzt wurden. Die Reederei geriet in den 1930er Jahren in finanzielle Schwierigkeiten und verkaufte die drei Kähne 1936 an die Island Tug & Barge Co. in Victoria (British Columbia). Aus der einstigen Adolf Vinnen wurde die Island Carrier. Die beiden anderen Schiffe erhielten die neuen Namen Island Forester und Island Gatherer.
1953 wurde die Island Carrier, ebenso wie die Island Forester, an den Zellstoff- und Papierhersteller Crown Zellerbach Canada Ltd. verkauft und in Crown Zellerbach No. 1 umbenannt; aus der Island Forester wurde die Crown Zellerbach No. 2.
Im Mai 1969 schien das Ende des Schiffs nahe. Es wurde zum Verschrotten an die Firma Capital Iron & Metals in Victoria verkauft, doch dann gab es noch einmal einen Aufschub. Es wurde nach Alaska geschleppt, um dort als Pier beim Bau der Trans-Alaska-Pipeline zu dienen. Diese Pläne zerschlugen sich jedoch, und im Oktober 1971 schleppte man den alten Frachtkahn nach Seattle, wo er dann abgewrackt wurde. Dabei wurden viele Einzelteile entfernt, die für die einstigen Großsegler typisch waren und die sich heute in Marinemuseen in den Vereinigten Staaten und anderswo befinden.